# アルゴ級潜水艦
アルゴ級潜水艦 (Sommergibili Classe Argo) はイタリア海軍の中型潜水艦で、第二次世界大戦で用いられた。本級はバリッラ級の系統をひく複殻式の船体をもつ。1931年にポルトガルが発注したが契約がキャンセルとなったものをイタリア海軍が購入し、37年に竣工した。使用実績は良好で、中型潜水艦であるが北大西洋にも進出している。戦時中に司令塔の形状が改められ、またフルット級の原型となった。

## 同型艦
- アルゴ（Argo）
- ヴェレラ（Velella）

## 参考図書
- 「世界の艦船増刊第20集　第２次大戦のイタリア軍艦」（海人社）